# Fly Viking
Fly Viking war eine norwegische Fluggesellschaft mit Sitz in Tromsø und Basis auf dem Flughafen Tromsø.

## Geschichte
Fly Viking wurde 2017 von Ola Giaever gegründet, der bis zu seiner Entlassung 2014 für Widerøe’s Flyveselskap gearbeitet hatte. Geplant war, bei der staatlichen Ausschreibung als Mitbewerber um den Öffentlichen Auftrag für Flüge im dünn besiedelten hohen Norden Norwegens gegen die Widerøe’s Flyveselskap anzutreten. Jedoch erhielt diese erneut den Zuschlag. Dennoch wurde der Flugbetrieb am 27. März 2017 mit einem Flug von Tromsø nach Hammerfest und Bodø aufgenommen.
Am 12. Januar 2018 stellte die Gesellschaft aufgrund von finanziellen Verlusten den Flugbetrieb ein.

## Flugziele
Fly Viking bediente von Tromsø zahlreiche Ziele in Nord-Norge.

## Flotte
Mit Stand Januar 2018 bestand die Flotte der Fly Viking aus drei Flugzeugen mit einem Durchschnittsalter von 22,9 Jahren:
| Flugzeugtyp            | Luftfahrzeugkennzeichen | Anmerkungen | Sitzplätze |
| ---------------------- | ----------------------- | ----------- | ---------- |
| De Havilland DHC-8-100 | LN-FVA                  |             | 39         |
| De Havilland DHC-8-100 | LN-FVB                  |             | 39         |
| De Havilland DHC-8-100 | LN-FVC                  |             | 39         |